# الحبيل (لودر)

تعديل مصدري - تعديل

الحبيل هي إحدى قرى عزلة زارة بمديرية لودر التابعة لمحافظة أبين، بلغ تعداد سكانها 257 نسمة حسب تعداد اليمن لعام 2004.